# Federico Lazzaro
Federico Lazzaro (Palermo, 14 gennaio 1893 – 10 febbraio 1970) è stato un politico italiano.

## Biografia
Libero docente in Odontoiatria, incaricato di Clinica Odontoiatrica all'Università di Palermo, consigliere comunale della sua città natale, esponente siciliano della Democrazia Cristiana, è eletto Senatore della Repubblica Italiana nella I Legislatura, restando in carica dal 1948 al 1953.